# Verwaltungsgemeinschaft Weißenfelser Land
In der Verwaltungsgemeinschaft Weißenfelser Land des Burgenlandkreises waren bis zum 31. August 2010 die Kreisstadt Weißenfels und verschiedene damals selbständige Gemeinden zur Erledigung der Verwaltungsgeschäfte zusammengeschlossen. Verwaltungssitz war Weißenfels.
Die Verwaltungsgemeinschaft wurde am 1. Januar 2005 aus der vormals verwaltungsgemeinschaftsfreien Stadt Weißenfels und der Gemeinde Markwerben aus der aufgelösten Verwaltungsgemeinschaft Uichteritz gebildet. Ab dem 1. Juli 2007 war Langendorf Mitglied der Verwaltungsgemeinschaft. Am 1. Januar 2009 kam Leißling dazu.
Langendorf und Markwerben wurden am 1. Januar 2010 nach Weißenfels eingemeindet. Am 1. September 2010 folgte Leißling.

## Mitgliedsgemeinden
- Langendorf (bis Ende 2009)
- Leißling
- Markwerben (bis Ende 2009)
- Stadt Weißenfels mit Borau und Kleben